# Thialf

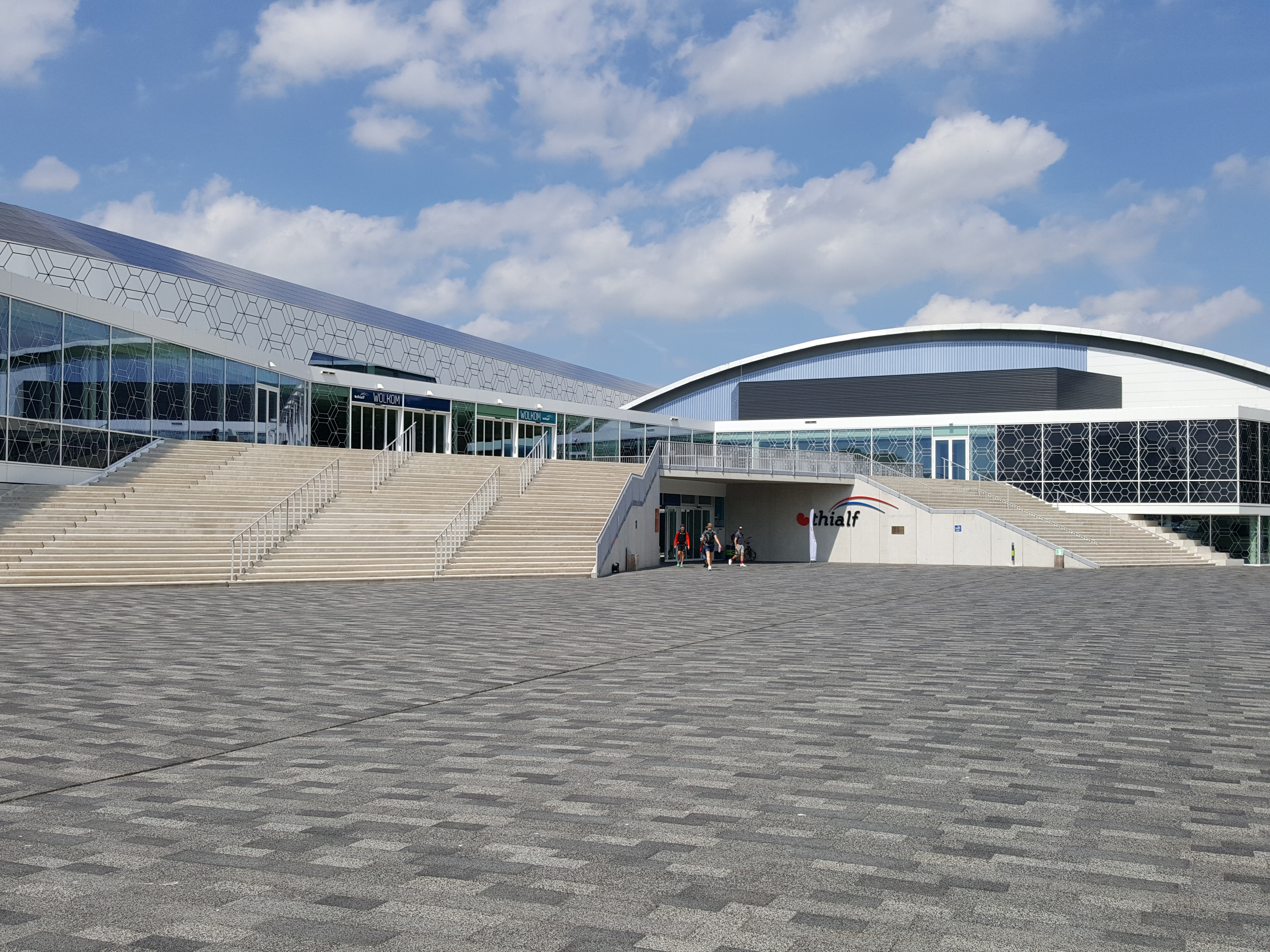
Thialf in 2019

IJsstadion Thialf (uitspraak:[tjalf] (naar Thialfi) of [ti.alf]) in Heerenveen is het belangrijkste (overdekte) schaatsstadion van Nederland en heeft de snelste laagland-ijsbaan ter wereld. Het complex is vooral bekend van het langebaanschaatsen, ijshockeyclub de Heerenveen Flyers en Shorttrack Club Thialf (SCT). De naam Thialf is afgeleid van Thialfi, de snelvoetige knecht van Thor, de Germaanse god van de donder.

## Geschiedenis
Oorspronkelijk lag de ijsbaan Thialf in Heerenveen-Noord. Deze ijsbaan werd in 1892 aangelegd door de IJsclub Heerenveen en de Thialfweg aldaar herinnert nog aan de locatie van die ijsbaan. Ook op luchtfoto's was na sluiting lange tijd nog de noordelijke helft van de ijsbaan terug te herkennen. Deze baan was een natuurijsbaan. Sinds 2019 ligt er op de noordelijke helft weer een natuurijsbaan.
Op 14 oktober 1967 werd in Heerenveen-Zuid het ijsstadion geopend door prinses Christina. In 1986 werd de baan als tweede ter wereld overdekt. Dit was een jaar nadat het Sportforum Hohenschönhausen in Berlijn zijn deuren had geopend. Architect was Architectenburo Van der Zee & Ybema, nu Alynia Architecten Harlingen bv.
In het seizoen 1986/1987 sneuvelden in Thialf direct de tien belangrijkste wereldrecords in het langebaanschaatsen. Door de komst van overdekte banen op grote hoogte, met name die in Calgary en Salt Lake City, is Thialf zijn status als snelste baan ter wereld kwijtgeraakt. Een enkele keer wordt hier echter nog een wereldrecord gereden. Dit was bijvoorbeeld in 2007, toen Sven Kramer tijdens het WK Allround het wereldrecord op de 10 km verbeterde. In het Nieuwe Thialf zal dit volgens ijsmeester Beert Boomsma nog sneller gaan. Ondanks het nadeel van de hogere luchtweerstand blijft Thialf onder schaatsers een populaire baan. Dit komt vooral door het enthousiasme van het publiek. Bovendien zwepen vaak dweilorkesten zoals de De Útlopers het publiek op. Vroeger was dit koor de Blauhúster Dakkapel (inmiddels ter ziele), De Glasblazers en Kleintje Pils.
Op de lijst van snelste ijsbanen ter wereld staat Thialf op de derde plaats, achter de banen in Salt Lake City en Calgary. Deze twee andere banen liggen echter op meer dan duizend meter boven zeeniveau. Omdat Thialf 0,4 meter boven zeeniveau ligt is de luchtweerstand in vergelijking met hooglandbanen groot en hierdoor kan er minder hard geschaatst worden. Het ijs is echter van zeer goede kwaliteit, waardoor Thialf de op twee na snelste schaatsbaan ter wereld is. Thialf is wel de snelste laaglandbaan ter wereld. Hierbij is het vanzelfsprekend de snelste ijsbaan van Nederland.
Op 27 januari 2017 is het nieuwe Thialf geopend. Het Thialf is voor 50 miljoen verbouwd, de omloopring is hierbij aangepast en ook zijn er 5.000 zonnepanelen geplaatst. Bij de opening gaf Koning Willem-Alexander het startschot. Hierna praatte hij in de Friese bocht met fans en vervolgens luisterde hij naar het Thialf-huisorkest (De Útlopers) voor de typische schaatssfeer.
In 2021 werd het hele Nederlandse schaatsseizoen hier afgewerkt vanwege de coronapandemie die in 2020 uitbrak. Hierdoor konden alle schaatsers op één plek blijven en konden alle wedstrijden zonder publiek worden geschaatst.

## Baanrecords
| Afstand              | Schaatser                                              | Land | Tijd     | Datum      |
| -------------------- | ------------------------------------------------------ | ---- | -------- | ---------- |
| 100 m                | Yu Fengtong                                            | CHN  | 09,52    | 18-02-2005 |
| 500 m                | Jenning de Boo                                         | NED  | 34,05    | 14-02-2025 |
| 1000 m               | Jenning de Boo                                         | NED  | 1.07,08  | 16-02-2025 |
| 1500 m               | Kjeld Nuis                                             | NED  | 1.43,00  | 08-03-2020 |
| 3000 m               | Sven Kramer                                            | NED  | 3.37,39  | 20-12-2019 |
| 5000 m               | Patrick Roest                                          | NED  | 6.04,36  | 19-11-2022 |
| 10.000 m             | Nils van der Poel                                      | SWE  | 12.32,95 | 14-02-2021 |
| Ploegenachtervolging | Sander Eitrem Peder Kongshaug Sverre Lunde Pedersen    | NOR  | 3.34,22  | 05-01-2024 |
| Teamsprint           | Pavel Koelizjnikov Roeslan Moerasjov Viktor Moesjtakov | RUS  | 1.18,92  | 10-01-2020 |
| 2×500 m              | Jenning de Boo                                         | NED  | 68,220   | 14-02-2025 |
| Sprintvierkamp       | Jenning de Boo                                         | NED  | 136,120  | 29-12-2024 |
| Minivierkamp         | Koen Verweij                                           | NED  | 148,163  | 08-03-2008 |
| Kleine vierkamp      | KC Boutiette                                           | USA  | 151,221  | 21-11-2003 |
| Grote vierkamp       | Patrick Roest                                          | NED  | 146,060  | 27-12-2022 |

| Afstand              | Schaatsster                                        | Land | Tijd     | Datum      |
| -------------------- | -------------------------------------------------- | ---- | -------- | ---------- |
| 100 m                | Jenny Wolf                                         | GER  | 10,33    | 27-01-2007 |
| 500 m                | Femke Kok                                          | NED  | 36,97    | 15-02-2025 |
| 1000 m               | Jutta Leerdam                                      | NED  | 1.12,80  | 28-12-2022 |
| 1500 m               | Antoinette de Jong                                 | NED  | 1.52,95  | 28-12-2022 |
| 3000 m               | Irene Schouten                                     | NED  | 3.54,04  | 20-11-2022 |
| 5000 m               | Irene Schouten                                     | NED  | 6.41,25  | 06-03-2023 |
| 10.000 m             | Carien Kleibeuker                                  | NED  | 14.35,61 | 13-03-2018 |
| Ploegenachtervolging | Antoinette de Jong Irene Schouten Ireen Wüst       | NED  | 2.54,12  | 09-01-2022 |
| Teamsprint           | Olga Fatkoelina Angelina Golikova Darja Katsjanova | RUS  | 1.26,17  | 10-01-2020 |
| 2×500 m              | Femke Kok                                          | NED  | 73,970   | 15-02-2025 |
| Sprintvierkamp       | Jutta Leerdam                                      | NED  | 147,135  | 28-12-2022 |
| Minivierkamp         | Jutta Leerdam                                      | NED  | 161,429  | 04-02-2017 |
| Kleine vierkamp      | Antoinette Rijpma-de Jong                          | NED  | 157,859  | 27-12-2022 |
| Grote vierkamp       | Suzanne Hoogendoorn                                | NED  | 178,843  | 24-03-2014 |

## Wereldrecords

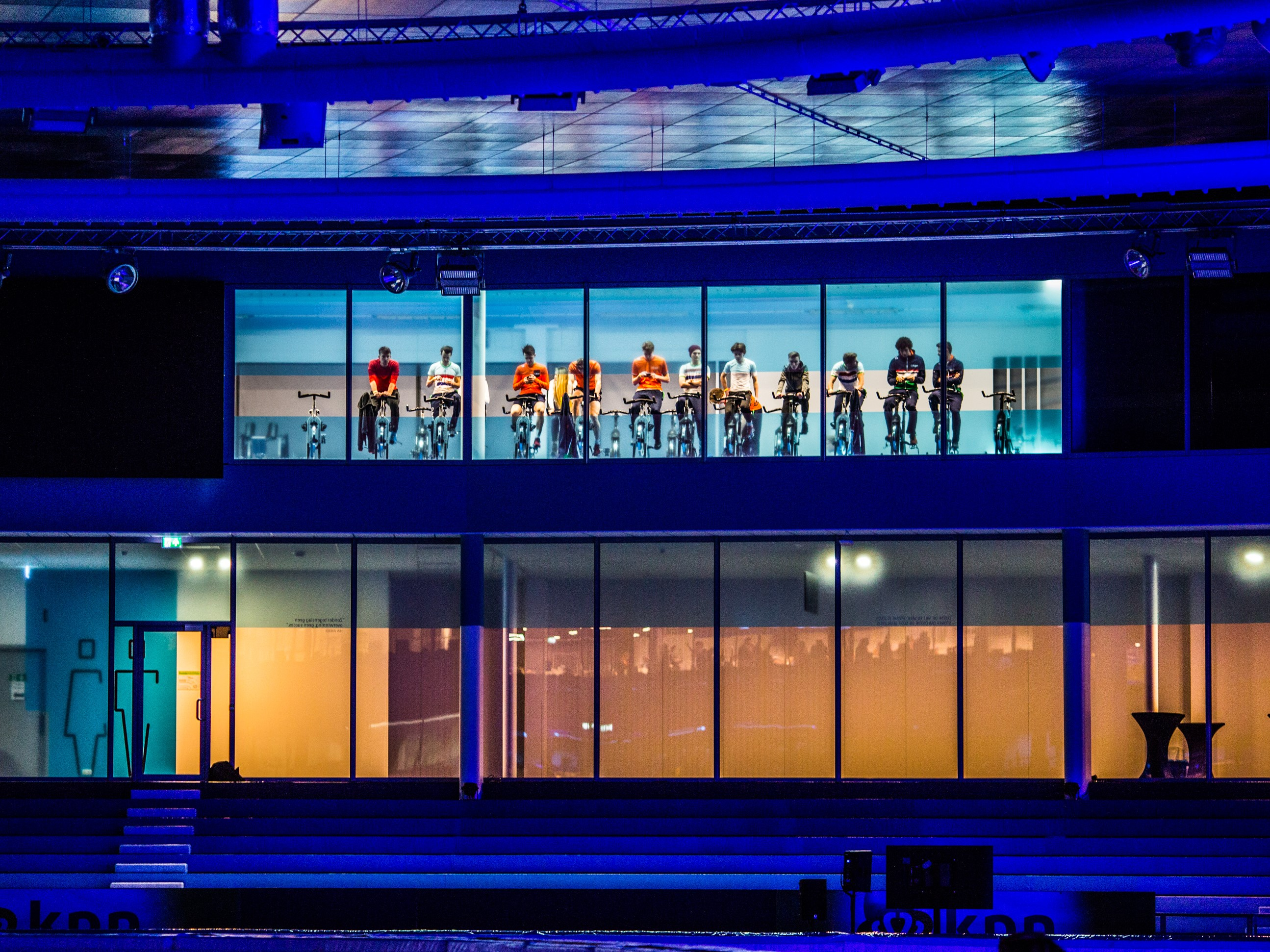
Zijaanzicht in 2018

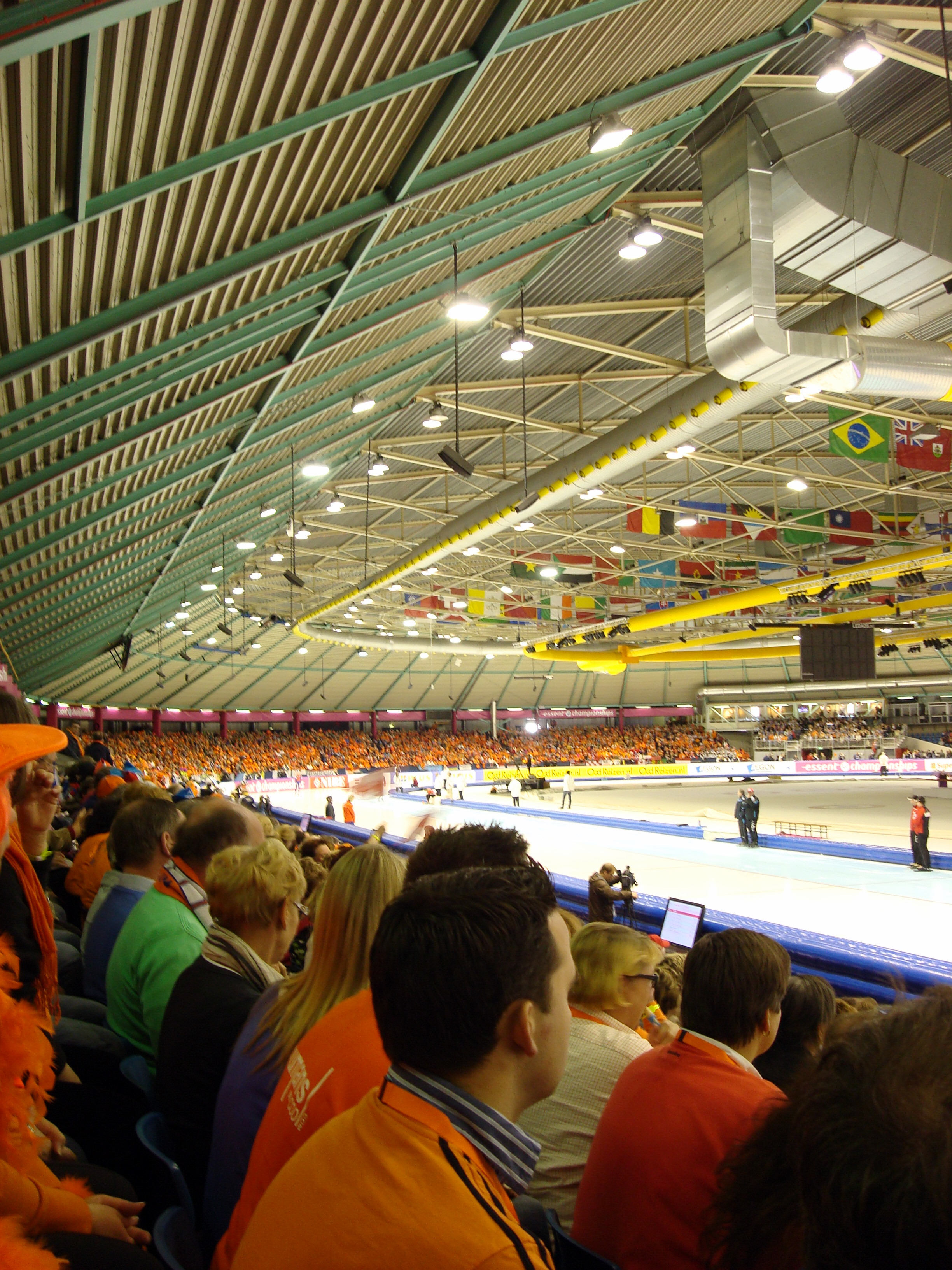
WK in 2010

| Nr.                            | Discipline               | Naam                                                | Land                           | Tijd     | Datum               |
| ------------------------------ | ------------------------ | --------------------------------------------------- | ------------------------------ | -------- | ------------------- |
| 1.                             | 5000 meter (v)           | Andrea Schöne                                       | Duitse Democratische Republiek | 7.40,97  | 23 januari 1983     |
| 2.                             | 5000 meter (m)           | Leo Visser                                          | Nederland                      | 6.47,01  | 14 februari 1987    |
| 3.                             | 1500 meter (m)           | Nikolaj Goeljajev                                   | Sovjet-Unie                    | 1.52,70  | 15 februari 1987    |
| 4.                             | 10.000 meter (m)         | Geir Karlstad                                       | Noorwegen                      | 14.03,92 | 15 februari 1987    |
| 5.                             | Grote vierkamp (m)       | Nikolaj Goeljajev                                   | Sovjet-Unie                    | 159,356  | 14/15 februari 1987 |
| 6.                             | 500 meter (m)            | Nick Thometz                                        | Verenigde Staten               | 36,55    | 19 maart 1987       |
| 7.                             | 3000 meter (v)           | Yvonne van Gennip                                   | Nederland                      | 4.16,85  | 19 maart 1987       |
| 8.                             | 3000 meter (m)           | Leo Visser                                          | Nederland                      | 3.59,27  | 19 maart 1987       |
| 9.                             | 5000 meter (v)           | Yvonne van Gennip                                   | Nederland                      | 7.20,36  | 20 maart 1987       |
| 10.                            | 5000 meter (m)           | Geir Karlstad                                       | Noorwegen                      | 6.45,44  | 22 november 1987    |
| 11.                            | 1000 meter (m)           | Igor Zjelezovski                                    | Sovjet-Unie                    | 1.12,58  | 25 februari 1989    |
| 12.                            | Sprintvierkamp (m)       | Igor Zjelezovski                                    | Sovjet-Unie                    | 145,945  | 25/26 februari 1989 |
| 13.                            | 3000 meter (m)           | Johann Olav Koss                                    | Noorwegen                      | 3.57,52  | 13 maart 1990       |
| 14.                            | 5000 meter (m)           | Johann Olav Koss                                    | Noorwegen                      | 6.41,73  | 9 februari 1991     |
| 15.                            | 10.000 meter (m)         | Johann Olav Koss                                    | Noorwegen                      | 13.43,54 | 10 februari 1991    |
| 16.                            | Grote vierkamp (m)       | Johann Olav Koss                                    | Noorwegen                      | 157,396  | 9/10 februari 1991  |
| 17.                            | Kleine vierkamp (m)      | Falko Zandstra                                      | Nederland                      | 159,753  | 16/17 februari 1991 |
| 18.                            | 5000 meter (m)           | Johann Olav Koss                                    | Noorwegen                      | 6.38,77  | 22 januari 1993     |
| 19.                            | Grote vierkamp (m)       | Falko Zandstra                                      | Nederland                      | 156,882  | 22/23 januari 1993  |
| 20.                            | 5000 meter (m)           | Johann Olav Koss                                    | Noorwegen                      | 6.36,57  | 13 maart 1993       |
| ↓ gereden met de klapschaats ↓ |                          |                                                     |                                |          |                     |
| 21.                            | 3000 meter (v)           | Gunda Niemann-Stirnemann                            | Duitsland                      | 4.07,80  | 7 december 1997     |
| 22.                            | 5000 meter (m)           | Gianni Romme                                        | Nederland                      | 6.30,63  | 7 december 1997     |
| 23.                            | 1500 meter (m)           | Rintje Ritsma                                       | Nederland                      | 1.48,88  | 20 december 1997    |
| 24.                            | 3000 meter (m)           | Jelmer Beulenkamp                                   | Nederland                      | 3.52,67  | 25 februari 1998    |
| 25.                            | 3000 meter (v)           | Gunda Niemann-Stirnemann                            | Duitsland                      | 4.05,08  | 14 maart 1998       |
| 26.                            | Grote vierkamp (m)       | Ids Postma                                          | Nederland                      | 153,367  | 13/15 maart 1998    |
| 27.                            | 5000 meter (v)           | Gunda Niemann-Stirnemann                            | Duitsland                      | 6.55,34  | 25 november 2000    |
| 28.                            | 10.000 meter (m)         | Gianni Romme                                        | Nederland                      | 13.03,40 | 26 november 2000    |
| 29.                            | Grote vierkamp (m)       | Jochem Uytdehaage                                   | Nederland                      | 152,482  | 15/17 maart 2002    |
| 30.                            | Grote vierkamp (m)       | Mark Tuitert                                        | Nederland                      | 151,691  | 9/11 januari 2004   |
| 31.                            | 10.000 meter (m)         | Carl Verheijen                                      | Nederland                      | 12.57,92 | 4 december 2005     |
| 32.                            | 10.000 meter (m)         | Sven Kramer                                         | Nederland                      | 12.49,88 | 11 februari 2007    |
| 33.                            | Ploegenachtervolging (v) | Miho Takagi Ayaka Kikuchi Nana Takagi               | Japan                          | 2.55,77  | 10 november 2017    |
| 34.                            | 10.000 meter (m)         | Nils van der Poel                                   | Zweden                         | 12.32,95 | 14 februari 2021    |
| 35.                            | Achtervolging (m)        | Sander Eitrem Peder Kongshaug Sverre Lunde Pedersen | Noorwegen                      | 3.34,22  | 5 januari 2024      |
| 36.                            | 2×500 meter (m)          | Jenning de Boo                                      | Nederland                      | 68,22    | 14 februari 2025    |

|  | = huidig wereldrecord |

## Andere evenementen
Behalve voor het schaatsen wordt Thialf ook gebruikt voor evenementen. Zo vond in oktober 1992, maart 1993 en oktober 1999 het dance-event Thunderdome plaats in Thialf. In mei 1989 gaf The Cure het eerste concert in Thialf. In het kader van hun Prayer Tour, met als support act Shelleyan Orphan en special guest The Mission. Terwijl er bij het gebruik van de schaatsbaan een kleine 10.000 bezoekers kunnen toekijken is de beschikbare vloeroppervlakte van 13.000 vierkante meter voldoende om tot ongeveer 15.000 bezoekers te herbergen. Naast Thunderdome werd het dansevenement Trance Energy in 2000, 2001 en 2002 in Thialf georganiseerd. De TROS hield twee edities van het Muziekfeest op het ijs in Thialf. Sinds 2017 wordt hier ook een finalewedstrijd van het WK ijsracen met motorfietsen verreden. Deze wedstrijd vond tot 2016 plaats in De Bonte Wever in Assen, maar deze ijsbaan werd in 2016 wegens financiële problemen opgeheven.
Andere muziekartiesten en muziekbands die Thialf hebben aangedaan zijn onder andere: Simple Minds (1989 en 1991), Tina Turner (1990 en tweemaal in 1996 ), Prince (1990), Johnny Cash (1990), Gloria Estefan (1991), Hessel (tweemaal in 1992 en 2005), Toto (1992), Bryan Adams (1992), UB40 (1993), Whitney Houston (1993), René Froger (1995 en 1996), Eric Clapton (1998), BLØF (2004) en André Rieu (driemaal in 2009 en 2011).
Bij sommige evenementen rijdt sinds 2015 de Thialf Express tussen Station Heerenveen en Thialf(voorheen stopten de treinen hiervoor bij treinhalte Heerenveen IJsstadion).

## IJsbanen
Thialf beschikt over vijf verschillende ijsbanen:
- 400 meter
- 333 meter
- 30m x 30m (krabbelbaan)
- 60m x 30m (curlingbaan)
- 60m x 30m (ijshockeyhal)

## ISU-kampioenschappen
- 1970 - EK allround vrouwen
- 1971 - EK allround mannen
- 1972 - WK allround vrouwen
- 1974 - WK allround vrouwen
- 1975 - EK allround mannen
- 1976 - WK allround mannen
- 1977 - WK allround mannen
- 1980 - WK allround mannen
- 1981 - EK allround vrouwen
- 1982 - EK allround vrouwen
- 1983 - EK allround vrouwen
- 1985 - WK sprint
- 1987 - WK allround mannen
- 1989 - WK sprint
- 1990 - EK allround
- 1991 - WK allround mannen
- 1992 - EK allround
- 1992 - WK allround vrouwen
- 1993 - EK allround
- 1995 - EK allround
- 1996 - EK allround
- 1996 - WK sprint
- 1997 - EK allround
- 1998 - WK allround
- 1999 - EK allround
- 1999 - WK afstanden
- 2002 - WK allround
- 2003 - EK allround
- 2004 - EK allround
- 2005 - EK allround
- 2006 - WK sprint
- 2007 - WK allround
- 2008 - WK sprint
- 2009 - EK allround
- 2009 - WK teams shorttrack
- 2010 - WK allround
- 2011 - EK shorttrack
- 2011 - WK sprint
- 2012 - WK afstanden
- 2013 - EK allround
- 2014 - WK allround
- 2015 - WK afstanden
- 2017 - EK allround en sprint
- 2019 - WK sprint
- 2020 - EK afstanden
- 2021 - EK allround en sprint
- 2021 - WK afstanden
- 2022 - EK afstanden
- 2023 - WK afstanden
- 2024 - EK afstanden
- 2025 - EK allround en sprint

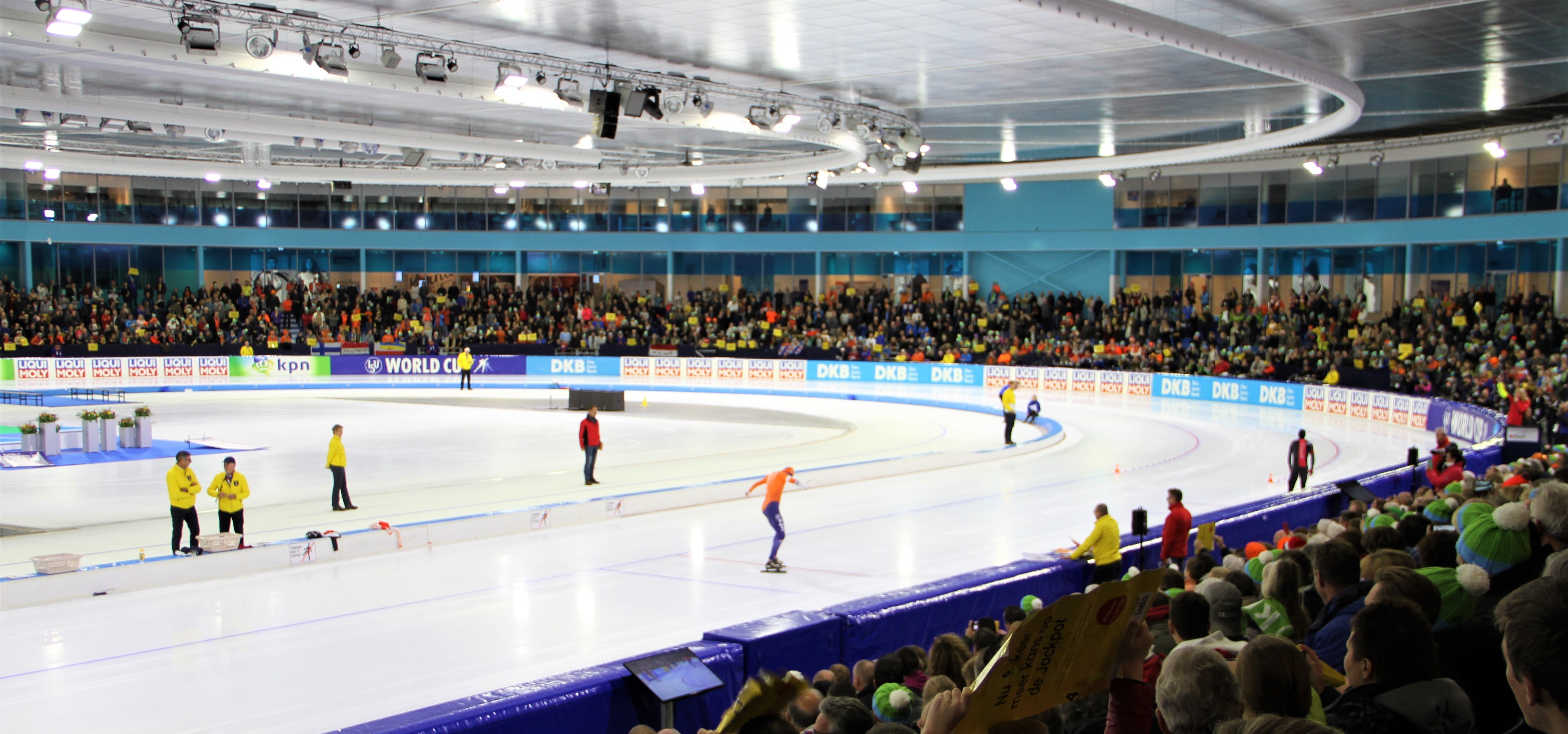
Thialf tijdens World Cup 2017

## Bedrijf
Marc Winters is sinds 2017 directeur van Thialf. Hij volgde Willem Jan van Elsacker op, die op 3 januari 2013 was aangetreden om de verbouwing en opstart van Thialf in goede banen te leiden.

## Nieuwbouwplannen

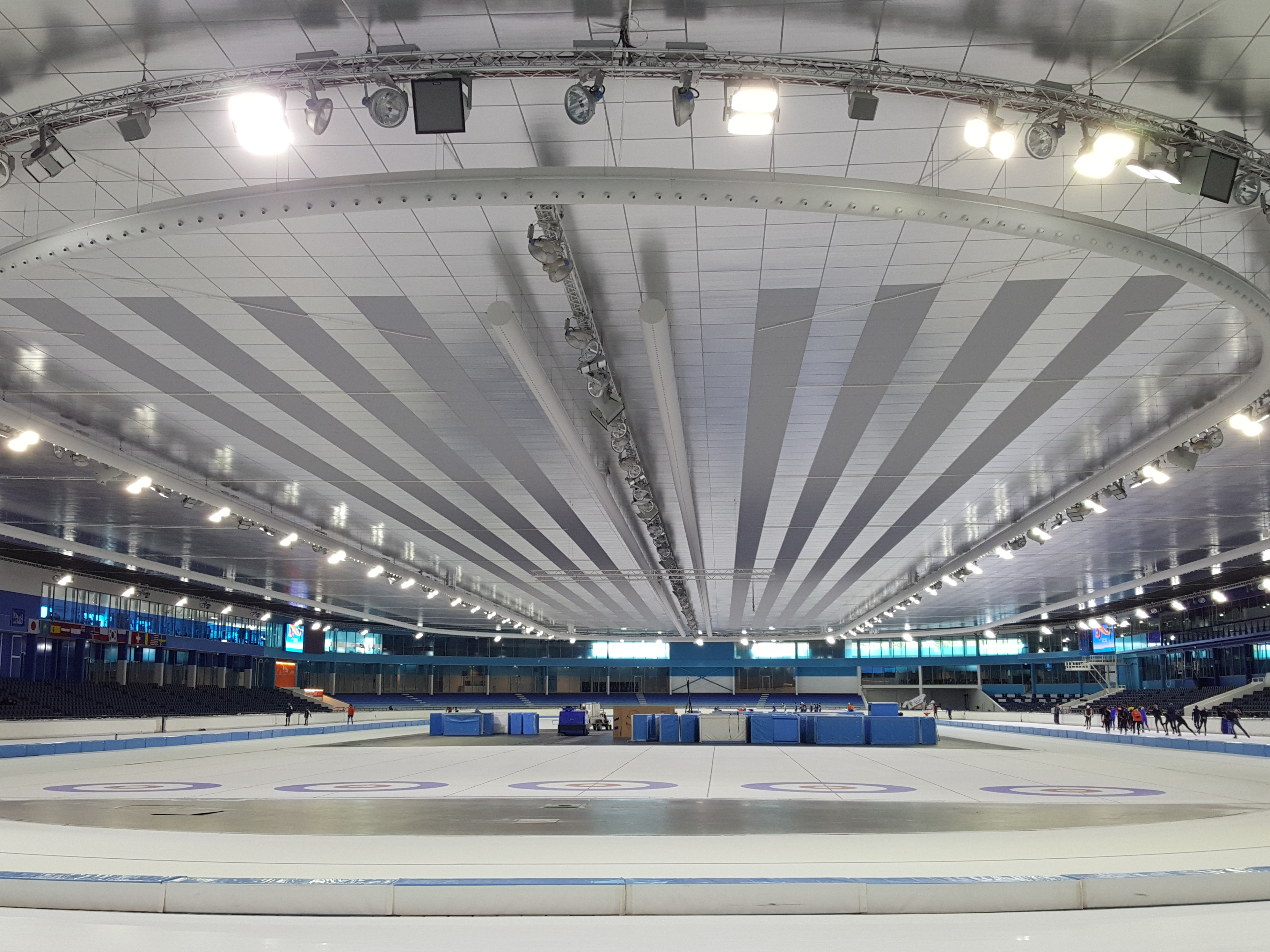
Overzicht binnenkant van het nieuwe Thialf, juni 2019

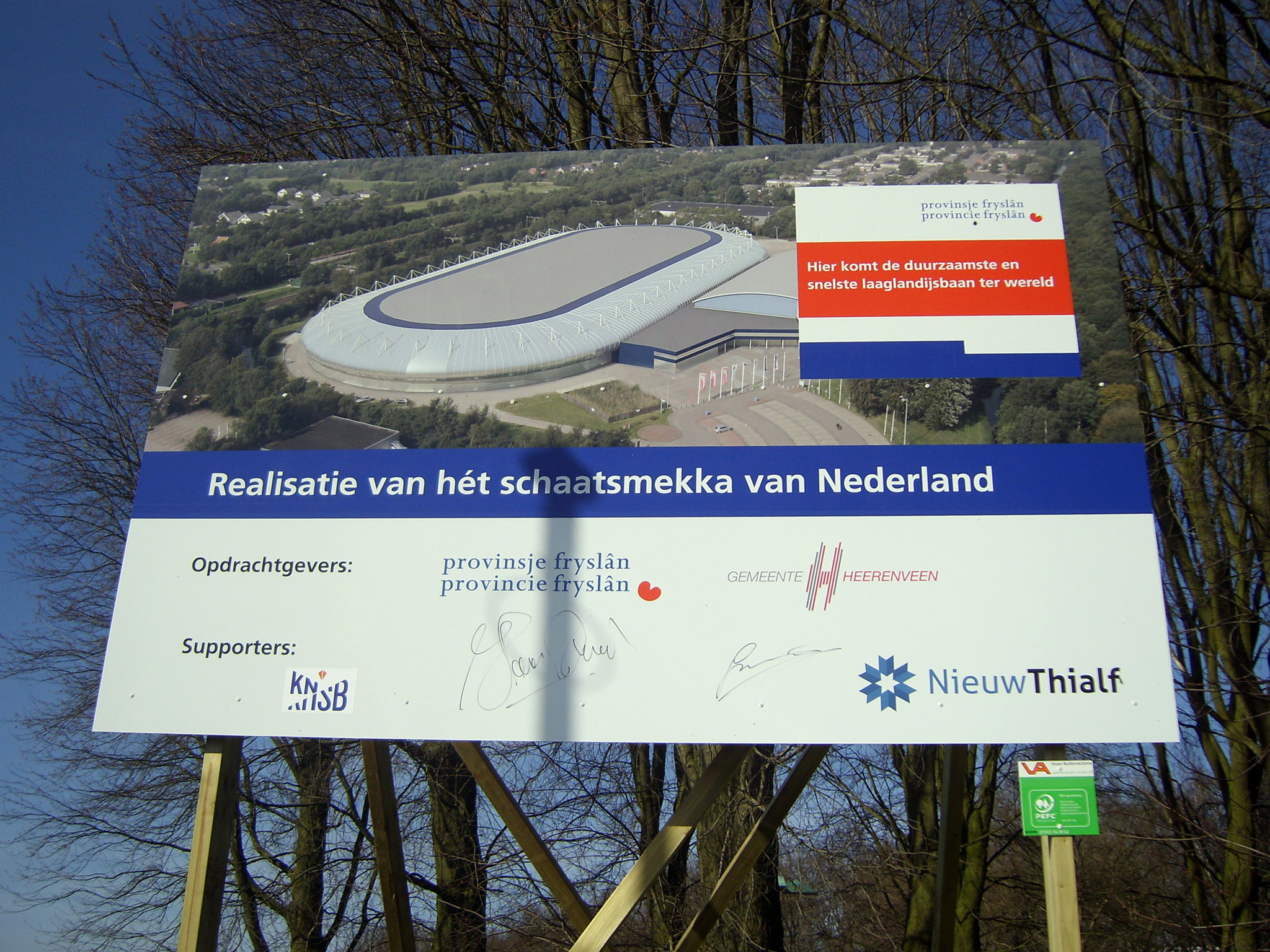
Nieuwbouwplan Thialf

Al sinds 2007 zijn er plannen voor de bouw van een nieuw ijsstadion. Aan "De Telegraaf" uitte Erben Wennemars op 4 december 2007 zijn zorgen over de toekomst van het Nederlandse schaatsen door de opkomst van landen als Rusland, Canada en China. Wennemars ziet graag dat de faciliteiten in schaatshal Thialf worden verbeterd. In 2008 maakten de gemeente Heerenveen, de provincie Friesland en de directeuren van Thialf tijdens een persconferentie bekend bezig te zijn met "revolutionaire plannen" voor de schaatshal. In 2009 werden de plannen gepresenteerd, waarin een nieuw Thialf naast het Abe Lenstra Stadion zou verrijzen.
In maart 2011 werd door een speciale werkgroep besloten dat er een nieuw stadion zou komen. In deze werkgroep zat onder andere KNSB-voorzitter Doekle Terpstra. Gedeputeerde Hans Konst van Ruimte, Economie en Duurzame Energie liet op 14 december 2011 weten dat het College van Gedeputeerde Staten 40 miljoen euro beschikbaar wil stellen voor een nieuw Thialf.
Op 22 februari 2012 koos een meerderheid van Provinciale Staten van Friesland voor een vernieuwde schaatstempel op de huidige locatie. Zij gaven daarmee de voorkeur aan wat wordt genoemd de 'vernieuwbouw' van het ijsstadion, een mix van nieuwbouw en renovatie. Die variant kost Friesland twintig miljoen euro in plaats van de honderd miljoen voor een nieuw Thialf. Op 10 mei 2013 werd bekend dat er naast Thialf twee andere opties zijn waar in augustus 2013 door de bond een keuze tussen wordt gemaakt: het duurzame schaatscomplex Transportium in Zoetermeer (185 miljoen euro) of het Icedôme in Almere. In april 2014 zal de ijsinstallatie worden vervangen voor 2014/2015.
Als gevolg van de aangekondigde renovatie stapten begin oktober 2014 voorzitter Joop Atsma, Anne Hettinga en Geert Kuiper van de raad van commissarissen op, omdat Thialf in september een contract had getekend met Ballast Nedam. Op 16 februari 2015 ving de verbouw aan en fase 1 voor de vierde wereldbekerwedstrijd was op 11 december 2015 gereed.
In 2016 startte de tweede fase van de vernieuwbouw van Thialf. Gedurende deze fase werd het bestaande Thialf van binnenuit gedemonteerd en werd het gebouw in zijn geheel verder afgebouwd. Oude buitengevels werden verwijderd en de bestaande dakconstructie boven de schaatsbaan ging rusten op de nieuwe kolommen. Op 27 januari 2017 werd het vernieuwde Thialf geopend door Koning Willem-Alexander. Het vernieuwde Thialf is een ontwerp van ZJA Zwarts & Jansma Architecten.